# Adriana Cardoso de Castro
Adriana Cardoso de Castro (født 29. oktober 1998) er en kvindelig brasiliansk håndboldspiller som spiller for ŽRK Budućnost og Brasiliens kvindehåndboldlandshold.
Hun repræsenterede Brasilien, under VM i kvindehåndbold 2019 i Japan. Hun deltog ligeledes under Sommer-OL 2020 i Tokyo.